# Condylostylus rex
Condylostylus rex är en tvåvingeart som beskrevs av Octave Parent 1929. Condylostylus rex ingår i släktet Condylostylus och familjen styltflugor. Inga underarter finns listade i Catalogue of Life.